# Trato hecho (Argentina)
Trato Hecho es un programa de concurso y entretenimiento argentino emitido por Telefe y producido por Telefe-Endemol Shine Group. El programa es una adaptación local de Deal or No Deal, formato de concursos creado por la productora holandesa Endemol. La primera temporada se estrenó el 13 de julio de 2003 con la conducción de Julián Weich. En 2004 y 2006 se transmitieron dos temporadas más, también conducidas por Julián Weich.
En 2021, luego de 15 años sin emitirse el programa, se estrenó la cuarta temporada de Trato Hecho, esta vez con la conducción de la comediante Lizy Tagliani. En esta temporada solamente se jugó con los maletines, no hubo público presente como en las temporadas anteriores debido a los protocolos sanitarios de la pandemia de COVID-19.

## Formato

### Preselección

#### Temporadas 1, 2 y 3
La mecánica de juego del programa consiste en varias fases. En la primera hay un público de 500 personas el cual se divide en 2 tribunas. Seguidamente, se realizan preguntas de conocimientos varios y el sector que obtenga el mayor puntaje pasa a la siguiente ronda. Luego el sector ganador se divide en 5 sectores de 25 personas cada uno. Se vuelve a realizar una serie de preguntas y el sector ganador pasa a la siguiente trivia. Antes de que se hagan las preguntas se incorpora al sector ganador una persona elegida al azar entre quienes hayan quedado relegados en las rondas anteriores. Después de realizada la tercera ronda de preguntas, los 2 puntajes más altos se enfrentan en problemas matemáticos. El participante que gane, será quien participa por el premio máximo de 250 mil pesos, y las otras 25 personas que hayan llegado a la parte final de la preselección tomarán un maletín.

### Etapa de los maletines

#### Temporadas 1, 2, 3 y 4
El programa consiste en un número de 26 maletines que representan diversas cantidades de dinero. Sin saber a que cantidad corresponde cada maletín, el participante elige uno, el cual se supone contiene el premio máximo. Luego el participante va abriendo maletines uno por uno para saber el valor que representaban. Mientras ocurre eso el participante puede recibir ofertas de la "banca", la cual desea comprar su maletín por el menor valor posible, el cual depende de las cantidades que queden. El participante puede aceptar la oferta o seguir abriendo maletines. Como ambos (el participante y la banca) desconocen el valor de su maletín, puede que el participante haga muy buen negocio al vender a un buen precio un maletín que puede contener cifras mínimas ($1). Si opta por seguir abriendo maletines y estos corresponden a cifras bajas de dinero, seguirá aumentando el valor de la oferta de la banca. En las primeras tres temporadas del programa, el valor máximo de los maletines era de $250.000.
En la cuarta temporada (2021), solamente se juega con la etapa de los maletines. Esto se debe a que no es posible realizar la preselección donde hay gran cantidad de público presente por la pandemia de COVID-19, solo hay un staff ya seleccionado por la producción que se encarga de abrir los maletines que va eligiendo el participante. En esta temporada el valor máximo de los maletines es de $2.000.000.

#### Temporada 4
Los 26 maletines, cuyos valores van desde ($1.00) un peso argentino hasta los ($2.000.000) 2 millones de pesos, se distribuyen de la siguiente manera:
| $1     |
| $5     |
| $10    |
| $25    |
| $50    |
| $100   |
| $250   |
| $500   |
| $1,000 |
| $2,000 |
| $3,000 |
| $4,000 |
| $5,000 |

| $10,000    |
| $25,000    |
| $50,000    |
| $75,000    |
| $100,000   |
| $200,000   |
| $300,000   |
| $400,000   |
| $500,000   |
| $750,000   |
| $1,000,000 |
| $1,500,000 |
| $2,000,000 |

## Audiencia

### 4.ª temporada
En la siguiente tabla se detallan las marcas de audiencia conseguidas por el programa en cada una de sus emisiones, según datos difundidos por la empresa brasileña Kantar IBOPE. Dichos números corresponden a datos de espectadores de la Ciudad Autónoma de Buenos Aires y del Gran Buenos Aires.
El estreno de esta temporada promedió 16.3 puntos de rating, logrando superar ampliamente a la competencia directa de eltrece y se ubicó como el segundo programa más visto del día detrás de MasterChef Celebrity Argentina.
| Lista de ratings de Trato Hecho: cuarta temporada | Lista de ratings de Trato Hecho: cuarta temporada | Lista de ratings de Trato Hecho: cuarta temporada | Lista de ratings de Trato Hecho: cuarta temporada | Lista de ratings de Trato Hecho: cuarta temporada                            | Lista de ratings de Trato Hecho: cuarta temporada | Lista de ratings de Trato Hecho: cuarta temporada |
| Prog.#                                            | Día                                               | Fecha                                             | Rating                                            | Superó a la competencia                                                      | Resultado (Kantar IBOPE)                          | Ref.                                              |
| ------------------------------------------------- | ------------------------------------------------- | ------------------------------------------------- | ------------------------------------------------- | ---------------------------------------------------------------------------- | ------------------------------------------------- | ------------------------------------------------- |
| 1                                                 | Domingo                                           | 9 de mayo                                         | 16.3                                              | Sí (a Cine Eltrece)                                                          | Segundo                                           |                                                   |
| 2                                                 | Domingo                                           | 16 de mayo                                        | 14.1                                              | Sí (a Cine Eltrece)                                                          | Segundo                                           | [ 9 ]                                             |
| 3                                                 | Domingo                                           | 23 de mayo                                        | 12.7                                              | Sí (a Cine Eltrece)                                                          | Tercero                                           | [ 10 ]                                            |
| 4                                                 | Domingo                                           | 30 de mayo                                        | 13.7                                              | Sí (a Cine Eltrece)                                                          | Segundo                                           | [ 11 ]                                            |
| 5                                                 | Domingo                                           | 6 de junio                                        | 13.2                                              | Sí (a 100 argentinos dicen: Especial famosos)                                | Segundo                                           | [ 12 ]                                            |
| 6                                                 | Domingo                                           | 13 de junio                                       | 11.7                                              | Sí (a 100 argentinos dicen: Especial famosos)                                | Tercero                                           | [ 13 ]                                            |
| 7                                                 | Domingo                                           | 20 de junio                                       | 11.3                                              | Sí (a 100 argentinos dicen: Especial famosos)                                | Tercero                                           | [ 14 ]                                            |
| 8                                                 | Domingo                                           | 27 de junio                                       | 12.6                                              | Sí (a 100 argentinos dicen: Especial famosos y Periodismo para todos)        | Segundo                                           | [ 15 ]                                            |
| 9                                                 | Domingo                                           | 4 de julio                                        | 13.8                                              | Sí (a 100 argentinos dicen: Especial famosos y Periodismo para todos)        | Segundo                                           | [ 16 ]                                            |
| 10                                                | Domingo                                           | 11 de julio                                       | 12.1                                              | Sí (a 100 argentinos dicen: Especial famosos y Periodismo para todos)        | Segundo                                           | [ 17 ]                                            |
| 11                                                | Domingo                                           | 18 de julio                                       | 9.8                                               | Sí (a 100 argentinos dicen: Especial famosos y Periodismo para todos)        | Tercero                                           | [ 18 ]                                            |
| 12                                                | Domingo                                           | 25 de julio                                       | 12.4                                              | Sí (a 100 argentinos dicen: Especial famosos y Periodismo para todos)        | Segundo                                           | [ 19 ]                                            |
| 13                                                | Domingo                                           | 1° de agosto                                      | 10.1                                              | Sí (a 100 argentinos dicen: Especial famosos y Periodismo para todos)        | Segundo                                           | [ 20 ]                                            |
| 14                                                | Domingo                                           | 8 de agosto                                       | 11.2                                              | Sí (a 100 argentinos dicen: Especial famosos y Periodismo para todos)        | Segundo                                           | [ 21 ]                                            |
| 15                                                | Domingo                                           | 15 de agosto                                      | 9.4                                               | Sí (a 100 argentinos dicen: Especial famosos) / No (a Periodismo para todos) | Tercero                                           | [ 22 ]                                            |
| 16                                                | Domingo                                           | 22 de agosto                                      | 10.6                                              | Sí (a 100 argentinos dicen: Especial famosos y Periodismo para todos)        | Segundo                                           | [ 23 ]                                            |
| 17                                                | Domingo                                           | 29 de agosto                                      | 11.0                                              | Sí (a 100 argentinos dicen: Especial famosos y Periodismo para todos)        | Segundo                                           | [ 24 ]                                            |
| 18                                                | Domingo                                           | 5 de septiembre                                   | 11.6                                              | Sí (a 100 argentinos dicen: Especial famosos y Periodismo para todos)        | Cuarto                                            | [ 25 ]                                            |
| 19                                                | Domingo                                           | 12 de septiembre                                  | 7.3                                               | Sí (a 100 argentinos dicen: Especial famosos y Periodismo para todos)        | Segundo                                           | [ 26 ]                                            |
| 20                                                | Domingo                                           | 19 de septiembre                                  | 9.1                                               | Sí (a 100 argentinos dicen: Especial famosos) / No (a Periodismo para todos) | Tercero                                           | [ 27 ]                                            |
| 21                                                | Domingo                                           | 26 de septiembre                                  | 10.2                                              | Sí (a 100 argentinos dicen: Especial famosos y Periodismo para todos)        | Segundo                                           | [ 28 ]                                            |
| 22                                                | Domingo                                           | 3 de octubre                                      | 10.4                                              | Sí (a 100 argentinos dicen: Especial famosos y Periodismo para todos)        | Segundo                                           | [ 29 ]                                            |
| 23                                                | Domingo                                           | 10 de octubre                                     | 4.9                                               | Sí (a 100 argentinos dicen: Especial famosos / No (a Periodismo para todos)  | Cuarto                                            | [ 30 ]                                            |
| 24                                                | Domingo                                           | 17 de octubre                                     | 7.9                                               | Sí (a 100 argentinos dicen: Especial famosos / No (a Periodismo para todos)  | Tercero                                           | [ 31 ]                                            |
| 25                                                | Domingo                                           | 24 de octubre                                     | 8.9                                               | Sí (a 100 argentinos dicen: Especial famosos / No (a Periodismo para todos)  | Tercero                                           | [ 32 ]                                            |
| 26                                                | Domingo                                           | 31 de octubre                                     | 9.9                                               | Sí (a 100 argentinos dicen: Especial famosos y Periodismo para todos)        | Segundo                                           | [ 33 ]                                            |

Notas
     Programa más visto.
     Programa menos visto.
1. ↑  Se cuenta solo si superó a la competencia directa de eltrece, según las mediciones de Ibope.

## Premios y nominaciones
| Lista de premios y nominaciones | Lista de premios y nominaciones | Lista de premios y nominaciones             | Lista de premios y nominaciones | Lista de premios y nominaciones | Lista de premios y nominaciones |
| Año                             | Ceremonia de premiación         | Categoría                                   | Nominado/a (s)                  | Resultado                       | Ref(s)                          |
| ------------------------------- | ------------------------------- | ------------------------------------------- | ------------------------------- | ------------------------------- | ------------------------------- |
| 2003                            | Premios Martín Fierro           | Mejor programa de entretenimientos          | Trato hecho                     | Ganador                         | [ 34 ]                          |
| 2004                            | Premios Martín Fierro           | Mejor programa de entretenimientos          | Trato hecho                     | Nominado                        | [ 35 ]                          |
| 2006                            | Premios Martín Fierro           | Mejor programa de entretenimientos          | Trato hecho                     | Nominado                        | [ 36 ]                          |
| 2021                            | Premios Martín Fierro           | Mejor Big Show                              | Trato hecho                     | Nominado                        | [ 37 ]                          |
| 2022                            | Premios Martín Fierro           | Mejor programa de entretenimientos (Juegos) | Trato hecho                     | Nominado                        | [ 38 ]                          |